# Ancyrocephalidae
Ancyrocephalidae är en familj av plattmaskar. Ancyrocephalidae ingår i klassen Neodermata, fylumet plattmaskar och riket djur.